# Peter Mesesnel
Peter Mesesnel, slovenski nogometaš, * 8. april 1971, Ljubljana.
Mesesnel je nekdanji profesionalni nogometaš, ki je igral na položaju vezista. Celotno kariero je igral za slovenske klube Ljubljana, Črnuče, Domžale in Kresnice. Skupno je v prvi slovenski ligi odigral 84 tekem in dosegel pet golov, vse za Ljubljano. 